# Winkler Pál
Winkler Pál (Palánka, 1859. január 25. – Kalocsa, 1938. augusztus 27.) római katolikus pap, kalocsai érseki könyvtárnok, Kalocsa és vidékének múltjával foglalkozó helytörténész.

## Élete
1884. június 25-én szentelték pappá. Ezt követően segédlelkészként működött Filipován. 1899-ben könyvtárnokká és érseki levéltárnokká nevezték ki. Előbbi tisztsége megtartása mellett 1902-ben a pápa házi káplánjává nevezte ki. 1915-től Főegyházmegyei Levéltár igazgatója, majd 1919-től a helyi hiteleshelyi levéltár iktatója lett. 1938-ban hunyt el Kalocsán 79 éves korában.

## Művei

### Folyóiratcikkek
Folyóiratcikkei a Kalocsai Néplapban (1901. A kalocsai főszékesegyházi könyvtár keletkezése és fejlődésének története, 1902., 1903., 1904. A kalocsai káptalan története, 1905. Történeti képek Kalocsa multjából, 1908. Az élet Kalocsán 1750 táján, 1909. Takáts Ráfael szerzetes-nyomdász viszontagságai sat:); és a kalocsai Schematismusban (1904. Additamenta ad Regesta Capituli Bachiensis); Magyarország Vármegyéi. Bács-Bodrog vármegye (II. 1909. A bácsi érseki székhely keletkezése és története) jelentek meg.

### Önállóan megjelent művek
- A bácsi érseki székhely keletkezése és története. 1909. (Borovszky Samu: Magyarország vármegyéi. Bács-Bodrog vármegye.)
- A kalocsai és bácsi érsekség Archiválva 2018. december 6-i dátummal a Wayback Machine-ben. Kalocsa, 1926. (Árpád-könyvek 4–5.)
- Kalocsa története Archiválva 2018. december 6-i dátummal a Wayback Machine-ben. Kalocsa, 1927 (Árpád-könyvek 11–12.)
- A kalocsai érseki főszékesegyház 1010-től napjainkig Archiválva 2018. december 6-i dátummal a Wayback Machine-ben. Kalocsa, 1929. (Árpád-könyvek 31–33.)
- A kalocsai érseki kastély és főszékesegyházi könyvtár története Archiválva 2018. december 6-i dátummal a Wayback Machine-ben. Kalocsa, 1932. (Árpád-könyvek 43.)
- Monostoraink a mohácsi vész előtt, a kalocsai egyházmegyében Archiválva 2018. december 6-i dátummal a Wayback Machine-ben. Kalocsa, 1933. (Árpád-könyvek 45.)
- A papnevelés története a kalocsai egyházmegyében Archiválva 2018. december 6-i dátummal a Wayback Machine-ben. Kalocsa, 1934. (Árpád-könyvek 47.)
- A kalocsai és bácsi főkáptalan története alapításától 1935-ig Archiválva 2018. december 6-i dátummal a Wayback Machine-ben. Kalocsa, 1935.